# Samuel Lucas
Samuel Lucas, slovenski pevec in glasbenik, * 4. januar 1971, Koper.
Na kitaro igra že od šestega leta. Po odsluženju vojaškega roka (pri dvajsetih) se je pridružil zasedbi, s katero so nastopali po Avstriji, Nemčiji, Švici in Italiji. Po štirih letih se je vrnil v Slovenijo in kot član skupine Freeway nastopil na Emi 1995 s skladbo »Joanna«, pri nastanku katere je tudi sodeloval. Pot ga je pozneje zopet zanesla v tujino, tokrat Skandinavijo (Švedska, Finska), kjer je preživel in nastopal 8 let. Na Švedskem se je tudi preimenoval v Samuela Lucasa. Njegova pevska kariera v Sloveniji je resnično zaživela leta 2009, ko se je na povabilo Aleša Klinarja udeležil Eme s pop-rock balado »Vse bi zate dal« in zasedel 3. mesto. Istega leta je nastopil tudi na Slovenski popevki (»Vedno bom s tabo ostal«), na Eminem odru pa je ponovno stal leta 2014 (»Masquerade«).
2010 je izšel njegov albumski prvenec z naslovom Samuel Lucas, konec istega leta pa je posnel skladbo »Ona nije više tu«, ki je bila prvotno napisana za Tošeta Proeskega. Leta 2016 je izdal svoj prvi avtorski komad »Pesem o naju«, za katerega je glasbo napisal sam, in nato nadaljeval z disco funk pesmijo »Play that song«. Naslednji singel »Kot nekdaj« je izšel februarja 2018. Konec leta 2018 se je začelo pisati novo poglavje njegove glasbene poti, saj je prestopil pod okrilje založbe Nika. S singloma »Sebe dajem« in »To sem jaz« je napovedal svoj drugi album Sebe dajem, ki je izšel spomladi 2019. Na njem se Lucas skoraj v celoti podpisuje pod glasbo. Poleti 2019 je prvič sodeloval na Melodijah morja in sonca, na katerih se je predstavil z moderno country-pop skladbo »Vse bo OK« in prejel največ točk s strani radijskih postaj. 
V sezoni jesen/zima 2010 je s svetovno prvakinjo v kombinaciji desetih plesov Nadiyo Bychkovo sodeloval v plesnem šovu Zvezde plešejo na TV Slovenija. Sodeloval je tudi v 3. sezoni oddaje Znan obraz ima svoj glas.

## Nastopi na glasbenih festivalih

### EMA
- 1995: Joanna (V. Denis - Sami) – član skupine Freeway (9. mesto)
- 2009: Vse bi zate dal (Aleš Klinar - Anja Rupel - Aleš Klinar, Franci Zabukovec) (3. mesto)
- 2014: Masquerade (Krešimir Tomec, Igor Leonardi, Nermin Puškar - Igor Leonardi, Nermin Puškar, Lejla Delalić, Donna Osterc - Krešimir Tomec) – skupaj z Nerminom Puškarjem

### Slovenska popevka
- 2009: Vedno bom s tabo ostal (Aleš Klinar - Anja Rupel - Primož Grašič) (5. mesto)

### Melodije morja in sonca
- 2019: Vse bo OK (Samuel Lucas - Samuel Lucas - Samuel Lucas) (9. mesto)
- 2021: Kdo smo? (Samuel Lucas - Vita Lunaček - Samuel Lucas) – z Majo Založnik (5. mesto)

## Diskografija
| Leto | Album                         | Pesmi |
| ---- | ----------------------------- | --- |
| 2010 | Samuel Lucas (založba Sedvex) | - Naj te drugi ljubi - Kje si ti - Greva k men' domov - Samo ti - Vem - Kot vihar - Oprosti mi - Vedno bom s tabo ostal - Tvoje oči - Vse bi zate dal                    |
| 2019 | Sebe dajem (založba Nika)     | - Sebe dajem - To sem jaz - Maj - Nekdo - Ko ostaneš sam - Povej - Val adrenalina - Upanje - Dama - Nihče ne ve - Reci mi laž - Mrak - Ona nije više tu - Play That Song |

- Resnica (2010) − feat. Radič
- Ona nije više tu (2010)[9]
- Novo srce (2011)[10]
- Suđena (2014)
- Pesem o naju (2016)
- Play that song (2016)[11]
- Kot nekdaj (2018)
- Sebe dajem (2018)
- To sem jaz (2019)
- Vse bo OK (2019)
- Maj (2020) – s Teom Collorijem

## Znan obraz ima svoj glas
Spomladi 2016 je Lucas tekmoval v 3. sezoni oddaje Znan obraz ima svoj glas. Tedenski zmagi sta mu prinesli imitaciji Anastacie in Tine Turner. V prvih 11 oddajah je zbral 4. največje število točk in se tako uvrstil v finale.
| #   | Preobrazba            | Pesem                |
| --- | --------------------- | -------------------- |
| 1.  | Bruno Mars            | "Uptown Funk"        |
| 2.  | Oliver Dragojević     | "Galeb i ja"         |
| 3.  | Whitesnake            | "Is This Love"       |
| 4.  | Halid Bešlić          | "Prvi poljubac"      |
| 5.  | Anastacia             | "Not That Kind"      |
| 6.  | Snow                  | "Informer"           |
| 7.  | Michael Jackson       | "Billie Jean"        |
| 8.  | Frank Sinatra (joker) | "New York, New York" |
| 9.  | Ray Charles           | "Georgia on My Mind" |
| 10. | Ed Sheeran            | "Thinking Out Loud"  |
| 11. | Tina Turner           | "The Best"           |
| 12. | Andrea Bocelli        | "Caruso"             |

## Zasebno življenje
Je oče treh hčera, Dajane, Arijane, ki se prav tako ukvarja s petjem (sodelovanje z raparjem Vauksom, udeležba v Novi zvezdi Slovenije) in ga spremlja na nastopih, in Nathalie.